# Li Songni
Li Songni (ur. 27 czerwca 1989) – chińska zapaśniczka w stylu wolnym. Zajęła 10 miejsce w mistrzostwach świata w 2006. Mistrzyni Azji w 2008. Mistrzyni świata juniorów w 2007 roku.